# 大場唯
大場 唯（おおば ゆい、10月8日生）は、日本のシンガーソングライター・ヴォイスディレクターである。東京都出身。
2009年10月よりYouTubeにて、ピアノ弾き語り動画の配信を始める。

## DISCOGRAPHY

### マキシシングル（CD）
1. 小さなカケラ ～In a transparent road～
  1. 小さなカケラ ～In a transparent road～
作詞・作曲：大場唯　編曲：小田原友洋
  2. Life In The Raw
作詞・作曲：大場唯　編曲：小田原友洋
  3. 小さなカケラ ～In a transparent road～ (Instrumental)
  4. Life In The Raw (Instrumental)
2. Sakura 〜暁とともに〜
  1. Sakura ～暁とともに～
作詞：大場唯・三宅菜月　作曲：大場唯　編曲：加藤久貴・横山克
  2. 曇り空
作詞：大場唯・有田めぐみ　作曲：大場唯　編曲：横山克
  3. Sakura～暁とともに～ (Instrumental)
  4. 曇り空 (Instrumental)
3. HIKARI
  1. HIKARI
作詞・作曲：大場唯　編曲：小田原友洋
  2. もう一度…
作詞：大場唯・浅見ユウコ　作曲：大場唯　編曲：小田原友洋
  3. 君に届け
作詞・作曲：大場唯　編曲：小田原友洋

### コーラス参加作品
- デジモン 10th ANNIVERSARY -夢への架け橋-（CD Various Artists）
  - M-6 Ikuo「TRY AGAIN!!」

## Vocal Direction
- カメレオ
- ユナイト

## Guide Vocal
- ACIDMAN
- CHEMISTRY
- Dragon Ash
- go!go!vanillas
- King Gnu
- MIYAVI
- ORIGINAL LOVE
- Saucy Dog
- SiM
- The Music Park Orchestra
- UVERworld
- VIVA LA J-ROCK ANTHEMS
- 04 Limited Sazabys
- アイナ・ジ・エンド
- 石川さゆり
- 井上芳雄
- 音速ライン
- 角松敏生
- 河村隆一
- キタニタツヤ
- 木山裕策
- ゴダイゴ
- 純烈
- スキマスイッチ
- 徳永ゆうき
- 中川晃教
- 新妻聖子
- 新浜レオン
- 野口五郎
- 馬場俊英
- 平井堅
- 広沢タダシ
- 藤井風
- フレデリック
- ホリエアツシ
- ポルノグラフィティ
- 槇原敬之
- 松原健之
- 山本彩
- 和田アキ子

他多数

## 出演番組
- 2015年3月18日 NHK BSプレミアム『ザ少年倶楽部 プレミアム』 KAT-TUN 「MY SECRET」「PERFECT」コーラス参加
- 2013年6月15日 フジテレビ系列『MUSIC FAIR』 EXILE TAKAHIRO 「一千一秒」コーラス参加

## 関連人物
- 小田原友洋
- Ikuo